# Jenny Ondioline
Jenny Ondioline è il sesto EP del gruppo musicale anglo-francese Stereolab, pubblicato nel 1993.

## Tracce
1. Jenny Ondioline – 3:53
2. Fruition – 3:50
3. Golden Ball – 6:26
4. French Disco – 4:26